# Nkem Ezurike
Nkemjika Natalie Ezurike (* 19. März 1992 in Halifax, Nova Scotia, Kanada) ist eine kanadische Fußballspielerin, die seit 2017 beim schwedischen Zweitligisten Mallbackens IF unter Vertrag steht.

## Karriere

### Vereine
Während ihres Studiums an der University of Michigan lief die Tochter nigerianischer Einwanderer für das dortige Hochschulteam der Michigan Wolverines auf und spielte parallel dazu, mit einer Unterbrechung im Jahr 2011, für die W-League-Franchise der Laval Comets. Im Januar 2014 wurde Ezurike im Rahmen des College-Drafts zur NWSL in der ersten Runde an Position acht von den Boston Breakers verpflichtet und debütierte dort am 27. April bei einem Heimsieg gegen den Sky Blue FC als Einwechselspielerin.
Zur Saison 2016 wechselte Ezurike zum schwedischen Erstligisten Vittsjö GIK. 2017 spielte sie für Mallbackens IF in der Elitettan.

### Nationalmannschaft
Ezurike war Teil der kanadischen Nachwuchsnationalmannschaften in den Altersklassen U-15 bis U-20 und nahm unter anderem an der CONCACAF U-17-Meisterschaft 2008, der U-17-Weltmeisterschaft 2008, der CONCACAF U-20-Meisterschaft 2012 und der U-20-Weltmeisterschaft 2012 teil. Am 5. März 2014 debütierte sie im Rahmen des Zypern-Cups 2014 in der Kanadischen Nationalmannschaft.